# Brazil International 1998
Die Brazil International 1998 (auch São Paulo International 1998 genannt) im Badminton fanden vom 9. bis zum 11. Oktober 1998 in São Paulo statt.

## Sieger und Platzierte
| Disziplin    | Gold                          | Silber                             | Bronze                             |
| ------------ | ----------------------------- | ---------------------------------- | ---------------------------------- |
| Herreneinzel | Richard Vaughan               | Jim Ronny Andersen                 | Luis Lopezllera                    |
| Herreneinzel | Richard Vaughan               | Jim Ronny Andersen                 | Bernardo Monreal                   |
| Dameneinzel  | Joanne Muggeridge             | Ximena Bellido                     | Adrienn Kocsis                     |
| Dameneinzel  | Joanne Muggeridge             | Ximena Bellido                     | Veronica Estrada                   |
| Herrendoppel | Mathew Fogarty Dean Schoppe   | Guilherme Kumasaka Paulo von Scala | Guilherme Pardo Ricardo Trevelin   |
| Herrendoppel | Mathew Fogarty Dean Schoppe   | Guilherme Kumasaka Paulo von Scala | Oscar Brandon Leandro Santos       |
| Damendoppel  | Ximena Bellido Adrienn Kocsis | Veronica Estrada Gabriela Melgoza  | Gabriella Rodríguez Aurora Salazar |
| Damendoppel  | Ximena Bellido Adrienn Kocsis | Veronica Estrada Gabriela Melgoza  | Lais Ahnert Fernanda Kumasaka      |
| Mixed        | Oscar Brandon Adrienn Kocsis  | Bernardo Monreal Gabriela Melgoza  | Arturo Amaya Aurora Salazar        |
| Mixed        | Oscar Brandon Adrienn Kocsis  | Bernardo Monreal Gabriela Melgoza  | Leandro Santos Fernanda Kumasaka   |